# Марк Геганій Мацерін
Марк Геганій Мацерін (? — після 431 року до н. е.) — тричі консул 447, 443, 437 років до н. е., цензор 435 року до н. е.

## Життєпис
Походив з патриціанського роду Геганіїв. Син Тіта Геганія Мацеріна, консула 492 року до н. е. Про молоді роки немає відомостей.
У 447 році до н. е. його було обрано консулом разом з Гаєм Юлій Юлом. Під час своєї каденції вів війну проти еквів та вольсків. З огляду на те, що напруженість між патриціями та плебеями залишалася після скасування колегії децемвірів, консули вирішили не запроваджувати додаткову мобілізацію серед плебеїв. Тому суттєвих успіхів проти зовнішніх ворогів досягти не вдалося.
У 443 році до н. е. його вдруге було обрано консулом, цього разу разом з Тітом Квінкцієм Капітоліном Барбатом. На цій посаді разом із колегою придушив повстання в Ардеї. За цій успіх отримав від сенату право на тріумф.
У 437 році до н. е. його втретє було обрано консулом, цього разу разом з Луцієм Сергієм Фіденатом. Воював проти міст Вейї та Фідена. Тоді відбулася велика битва при ріки Аніо, в якій римляни перемогли. Втім римська армія зазнала тяжких втрат. Внаслідок цього сенат наказав консулам призначити диктатора, яким став Мамерк Емілій Мамерцін.
У 435 році до н. е. його було обрано цензором разом з Гаєм Фурієм Пацілом Фузом. Під час своєї каденції провів перший перепис громадян. Утім наступного року за пропозицією Мамерка Емілія Мамерціна строк повноважень цензорів був зменшений з 5 років до 18 місяців.
У 431 році до н. е. як легат диктатора Авла Постумія Туберта воював проти еквів та вольсків. У цій військовій кампанії Марк Геганій відзначився, захопивши табір еквів.
Про подальшу долю Марка Геганія Мацеріна з того часу згадок немає.